# A Poem on the Battle of Waterloo (Whitehead)
A Poem on the Battle of Waterloo – utwór angielskiego poety Williama Whiteheada opublikowany w 1820. Opowiada o ostatniej bitwie Napoleona Bonapartego pod Waterloo w Belgii w 1815. Poemat został napisany dystychem bohaterskim (heroic couplet), czyli parzyście rymowanym pięciostopowym jambem.

Britain will blaze the first in Glory's ray,
Hers are the conquering heroes of the day!
Such force combin'd proclaims Napoleon's fall;
Old England thank the moving soul of all.
And should a Hector, and his foes, employ
Conjoint their force, she'd heep or take old Troy.